# Ellen Hille
Ellen Hille (* 21. Juli 1908; † nach 1962) war eine deutsche Schauspielerin.

## Leben
Ellen Hille begann ihre künstlerische Laufbahn am Theater in Berlin. Noch ehe sie vor die Kamera trat, wirkte sie an hauptstädtischen Bühnen wie der Komischen Oper und dem Theater in der Behrenstraße.
1932 gab Ellen Hille ihr Spielfilmdebüt als Zofe von Hilde Hildebrand in Carl Boeses Drei von der Kavallerie. Auffallend oft verkörperte sie in ihrer dreißig Jahre umspannenden Filmkarriere Dienstmädchen und andere Haushaltsangestellte: Sie war das Dienstmädchen Weiß Ferdls in Gordian, der Tyrann, die Kinderfrau bei Mozart (Hannes Stelzer) in Eine kleine Nachtmusik, die Köchin in Theo Lingens Lied der Nachtigall, eine Hausangestellte Paul Hörbigers in Spiel mit dem Feuer und Annelies Reinholds in Hans Schweikarts Nacht der zwölf, ein Dienstmädchen bei Ralph Arthur Roberts Meine Tochter tut das nicht und das Hausmädchen von Johannes Riemann in Ehe in Dosen. Daneben wurde sie mehrfach auf Fleischerinnen besetzt: Als Frau des von Hans Adalbert Schlettow verkörperten Fleischermeisters „Kramer“ war sie 1940 im Propaganda-Film Wunschkonzert zu sehen, 1945/47 spielte sie neben Hans Moser in Der Millionär eine Metzgermeisterin. Zu Hilles letzten Auftritten zählen die Fernsehproduktionen Bedaure, falsch verbunden von Paul Verhoeven sowie der Mehrteiler Wer einmal aus dem Blechnapf frißt nach Hans Fallada mit Klaus Kammer in der Hauptrolle.
Ellen Hille war sowohl vor dem als auch nach dem Zweiten Weltkrieg in Berlin als Theaterschauspielerin tätig, beispielsweise 1940 neben Agnes Windeck in einer Produktion von Drei blaue Augen und 1947 im Ensemble des Theaters am Kurfürstendamm. Sie stand 1944 in der Gottbegnadeten-Liste des Reichsministeriums für Volksaufklärung und Propaganda.

## Filmografie (Auswahl)
- 1932: Drei von der Kavallerie
- 1934: Spiel mit dem Feuer
- 1937: Ruhe ist die erste Bürgerpflicht
- 1937: Ein kleiner Reinfall
- 1937: Gordian, der Tyrann
- 1939: Ehe in Dosen
- 1939: Das Glück wohnt nebenan
- 1939: Eine kleine Nachtmusik
- 1940: Meine Tochter tut das nicht
- 1940: Wunschkonzert
- 1942: Anuschka
- 1943: Wildvogel
- 1944: Das Lied der Nachtigall
- 1944/49: Münchnerinnen
- 1944/49: Die Nacht der Zwölf
- 1945/47: Der Millionär
- 1950: Wenn Männer schwindeln
- 1952: Der große Zapfenstreich
- 1953: Ehestreik
- 1953: Die Junggesellenfalle
- 1953: Die vertagte Hochzeitsnacht
- 1954: Ewiger Walzer
- 1954: Hoheit lassen bitten
- 1955: Der doppelte Ehemann
- 1958: Alle Sünden dieser Erde
- 1962: Bedaure, falsch verbunden
- 1962: Wer einmal aus dem Blechnapf frißt